# Nossa Senhora das Dores (Sergipe)
Nossa Senhora das Dores est une municipalité brésilienne située dans l'État du Sergipe.